# جائزة القمة العالمية
جائزة القمة العالمية (بالإنجليزية: World Summit Award)‏ هي مسابقة عالمية لاختيار أفضل التطبيقات والمحتويات الإلكترونية، وهي تهدف إلى تقليل الفجوة الإلكترونية بين دول العالم، وتضم المسابقة ممثلين عن 168 دولة من مختلف قارات العالم. وتُقدَّم كل عامين منذ 2003.
وتركز المسابقة على المشاريع القائمة على الوسائط المتعددة التي تؤثر بفاعلية وبإبداع في ترقيم المحتوى الثقافي والعلمي والتعليمي.
وتعتبر هذه المسابقة أحد الأنشطة المصاحبة لمؤتمر القمة العالمية حول مجتمع المعلومات.

وتقدّم مملكة البحرين سنويا منذ 2009 الجائزة العربية للمحتوى الإلكتروني والتي تقع تحت مظلة جائزة القمة العالمية.

## وصلات خارجية
- الموقع الرسمي